# Szkutnictwo

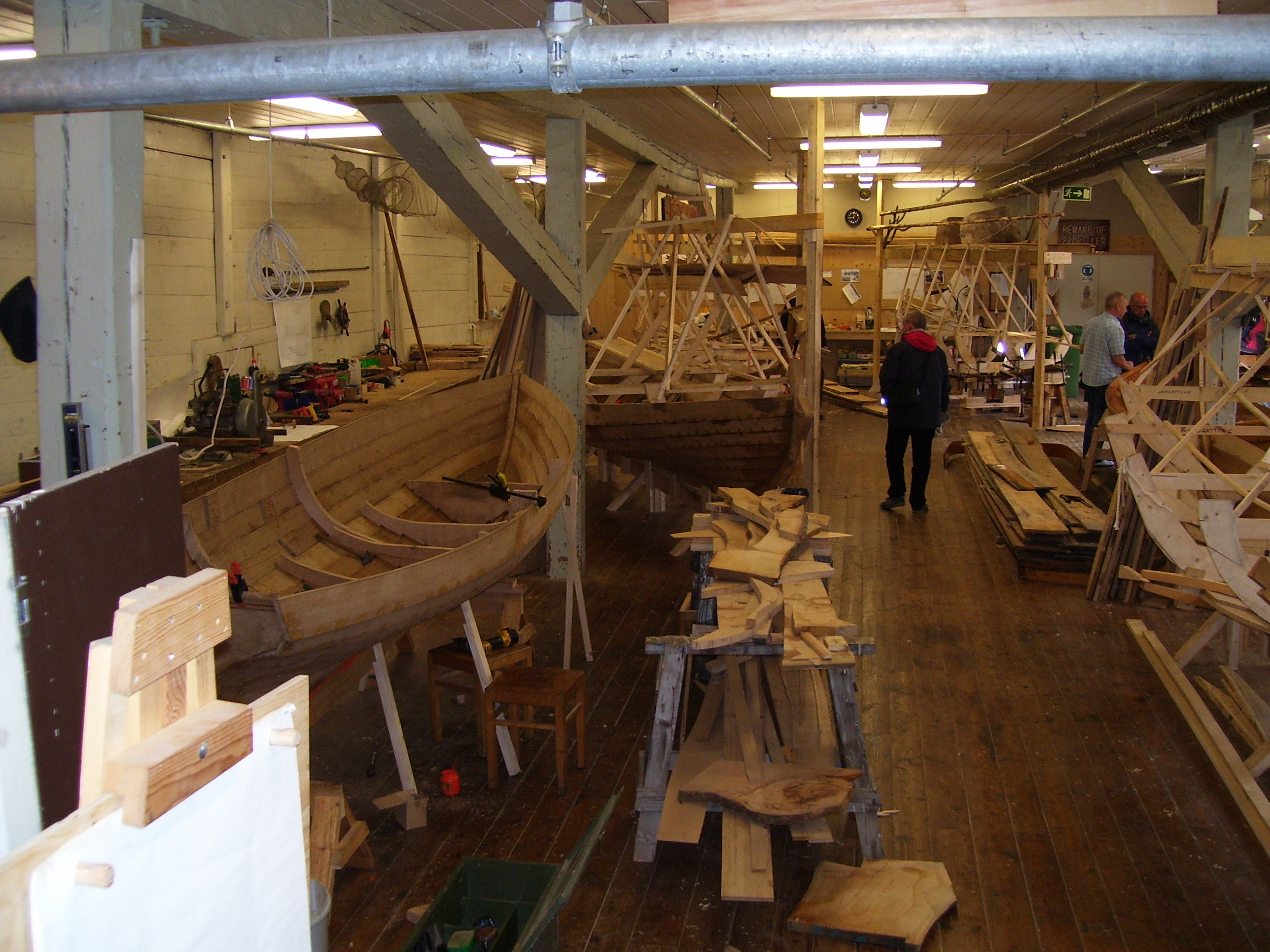
Wnętrze warsztatu szkutniczego w Karlskronie wytwarzającego tradycyjne, drewniane łodzie o poszyciu klinkierowym

Szkutnictwo – budowanie lub naprawa przez rzemieślników, przemysłowo albo amatorsko małych statków wodnych: łodzi, jachtów lub kutrów z drewna lub tworzyw sztucznych.